# Крис Кайл
Кристофър Скот Кайл (на английски: Christopher Scott Kyle) е американски подофицер, смятан за най-успешния снайперист в историята на американските въоръжени сили със 160 потвърдени убийства.

## Биография
Крис Кайл е роден на 8 април 1974 година в Одеса, Тексас, в семейството на учител в неделно училище. След като завършва гимназия и след кратка кариера като ездач в родео, през 1999 година постъпва в корпуса на Военноморските тюлени. След 2003 година участва в Иракската война. Кайл се уволнява от армията през 2009 година, след което работи в компания за тактическо обучение. През 2012 година издава автобиографичната книга „American Sniper“. На 2 февруари 2013 година Крис Кайл е застрелян на стрелбище край Чок Маунтин от бившия военен, диагностициран с шизофрения, Еди Рей Рут. Рут е признат за виновен и осъден на доживотен затвор без право на замяна.
Книгата на Крис Кайл става основа на филма „Американски снайперист“ („American Sniper“, 2014).